# 田村啓介 (映像ディレクター)
田村 啓介（たむら けいすけ、1987年5月10日 - ）は、日本の映像ディレクター。広島県出身。広島県修道学園出身。早稲田大学国際教養学部卒業。

## 人物
MV、CM、短編映画、ドラマなど幅広い映像を手がける。AOI Pro.監督アシスタント、エディターを経て独立。クリエイティブブティック RANdeVoO主催。
「視覚と聴覚を横断する」映像表現が持ち味。音に合わせたカット編集に強いこだわりをもつ映像表現は、音が「活きる映像」でありながら、演者・言葉・景色のすべてに息を吹き込む「生きる映像」となる。趣味は社交ダンス。中性的な映像表現を得意とする。

## 来歴
- 大学は早稲田大学国際教養学部へ進学しニューヨークへ留学。1年間オペラを専攻。
- 2012年 株式会社AOI Pro.入社。
- 2014年 株式会社AOI Pro.を退社し、フリーのディレクターとなる。
- 2017年 株式会社ランデブー (rendez-vous.inc) 設立。
- 2018年 えるマネージメント所属。
- 2019年 えるマネージメント卒業、屋号をrendez-vous.incからRAN de VoOに変更。
- 2023年 トランポリン所属。

## 主な演出作品

### CM
- New Balance『New Balance Why I’m running』（2015年）
- ロッテ『2年F組 Fit’s（フィッツ）組 #対決美食フィッツ 篇「LOVE&JOY」 ミュージックビデオ』（2017年）
- マウスコンピューター『乃木坂46 3期生「新人乃木マウス奮闘記～どんな故障にも応えマウス～」』（2017年）
- FUJIFILM『ATALIFT WHITE 「美白よろこびの舞」篇』（2017年）
- アダストリア『LAKOLE LIFE FUNCTION MOVIE』（2017年）
- 日清食品『どん兵衛 鬼かき揚げ×ラッセン』（2017年）
- メルセデス・ベンツ l『相葉雅紀 Welcome to Mercedes me connect』（2017年）
- スカイチケット『skyticket Web CM 玉城ティナ 宣言篇』（2017年）
- オリックス自動車『Ever Drive TV-CM』（2017年）
- セイコーホールディングス『SEIKO ASTRON 世界に挑む人へ』（2017年）
- FREETEL『FREETEL “THE MORE YOU LOOK”』（2017年）
- JAL for ASEAN CM（2018年）
- ABCマート PUMA TVCM（2019年）
- エースコック スーパーカップMAX 太麺濃い旨スパイシー焼そばMAX転校生 続々登場篇（2019年）
- 日向坂46・欅坂46 forTUNE music TVCM（2019年）
- AQUARIUS ZERO  CM
- ファンタ坂学園 Instagram stories・Tik Tok（2020年）
- サンスターTVCM「100年mouth 100年health 篇」（2020年）
- Champion「Be Your Own Champion」新木優子・山田裕貴（2021年）
- ABCマート (AKB48 × New Balance327) 好きな人と327（2021年）
- ANA 未来への搭乗券（2021年）
- 「SOMPO認知症サポートプログラム『自転車』」篇（2021年）
- SUNSTAR G・U・M / GUM PLUS（2022年）
- Kao Biore (INI 出演) （2022年）
- SUNSTAR G・U・M デンタルブラシ・デンタルリンス(2023年)
- Kanro Marosh マロッシュ (kemio出演) CM (2023年)
- カラオケ まねきねこ (サンシャイン池崎出演) CM (2023年)
- 結婚相談所 IBJ  (浅利陽介出演) CM  (2023年)
- Palty Aぇ! group CM(2024年)
- PAL パルクロすっきゃねんず CM (2024年)
- GU感謝祭 Travis Japan CM(2024年)

### ミュージックビデオ
あいみょん
- ナウなヤングにバカウケするのは当たり前だのクラッ歌（2015年）

Official髭男dism
- SWEET TWEET（2015年）
- 愛なんだが・・・（2015年）
- 始発が導く幸福論 (2015年)
- 「ラブとピースは君の中」まとめMV (2015年)
- コーヒーとシロップ（2016年）
- Tell Me Baby（2017年）
- ブラザーズ（2017年）
- LADY（2017年）
- Re: PLAYLIST(2018年)

HKT48
- 突然 Do love me!（2021年）

可憐なアイボリー
- 推し変なんて許さない！（2022年）

欅坂46
- 欅坂46 3rd single 菅井友香・尾関 梨香・小林由依・長沢菜々香・土生瑞穂（2016年）
- Unison Air cm

ケラケラ
- 明日も笑顔で（2016年）

SAKANAMON
- クダラナインサイド（2016年）

the peggies
- センチメートル（2020年）

椎名林檎
- 林檎博14 -年女の逆襲- “渦中の男”（2014年）

ストレイテナー
- タイムリープ（2018年）

チームしゃちほこ×RADIO FISH
- BURNING FESTIVAL（2018年）

つばきファクトリー
- アイドル天職音頭（2022年）
- 弱さじゃないよ、恋は（2022年）

なにわ男子
- サチアレ（2022年）

Novelbright
- 夢花火（2020年）

乃木坂46
- 白石麻衣 『いいオンナのいるBAR』（2017年）
- #ファンタ坂学園 みんなの思い出アルバム『ありがちな恋愛』（2019年）

ばんばんざい
・宵花火 (2022年)
パンダドラゴン
- VIVA! チャイナ（2019年）
- あゝ雪月花（2019年）
- NEO TRAVELER（2021年）
- サファリズム DE ね〜しょん！！（2021年）
- 決戦！ヴァレンティーノ（2022年）

BEYOOOOONDS
- 眼鏡の男の子（2019年）

マカロニえんぴつ
- 洗濯機と君とラヂオ（2016年）

マジカル・パンチライン
- マジカル・ジャーニー・ツアー （2016年）

まねきケチャ
- まわる世界に（2021年）

Ms.OOJA
- sakura（2018年）

'モーニング娘。'20
- LOVEペディア（2019年）
- 人間関係No way way（2019年）

ラストアイドル
- 風よ吹け！（2018年）
- サブリミナル作戦（2018年）
- 期待値0 （2020年）
- 君は何キャラット?（2021年）
- Break a leg!（2021年）

Rihwa
- TO: Summer（2015年）
- 明日はきっといい日になる（2015年）

REOL
- サイサキ（2018年）

### ウェブドラマ
- DISTORTION GIRL（2020年9月6日 - 、YouTube/PLAY DISTORTIONch） - 監督[4] 撮影 https://play-distortion.tokyo/distortiongirl.html
- 対決落語（2021年7月28日 -、Twitter /YouTube https://www.nomdeplume.jp/special/yay_taiketsurakugo/）- 原案・監督
- add9 code（2021年10月3日 -, YouTube / PLAY DISTORTIONch）https://play-distortion.tokyo/add9code.html - 監督
- ばんばんざい 宵花火（2022年8月31日- YouTube）https://www.youtube.com/watch?v=LFmcdUnykbk&t=195s -監督・撮影
- トモダチごっこ〜この世はすべて、いいね至上主義〜（2022年9月30日-YouTube/Twitter） https://www.youtube.com/watch?v=o73CgwGglRI - 企画・監督・撮影
- ノンファンジブル（2022年10月31日 - Youtube/Twitter）https://www.nomdeplume.jp/special/yay_nonfungible/ - 脚本・監督・撮影
- それでもやっぱり好きだから - 監督 ( 2023年6月19日 ) https://www.tiktok.com/@ndpromotion/video/7245085873711189249

## 受賞歴
- 2019年 59th ACC TOKYO CREATIVITY AWARDS フィルム部門シルバー「SOMPO認知症サポートプログラム始動」篇 SOMPOホールディングス TVCM
- MOBILE CREATIVE AWARD 2019 ファンタ坂学園（乃木坂46）グランプリ
- 第57回 JAA広告賞 テレビ広告部門 グランプリ受賞「SOMPO認知症サポートプログラム始動」篇
- カンヌライオンズ2017 Film Craft: Script『FREETEL “THE MORE YOU LOOK”』
- ACC2017 インタラクティブ部門 ソーシャルメディア賞『どん兵衛 鬼かき揚げ×ラッセン「鬼描き揚げる」』
- 資生堂WEBムービー協働制作プロジェクト「#BeautyEmpowers」優勝『とんでくな、私らしさ』
- 京都国際映画祭 入選/TOKYO 48 Hour Film Project 2017 最優秀作品ノミネート・主演女優賞『Re : フレンド』
- The TOKYO 48 Hour Film Project 2016 最優秀作品ノミネート・主演男優賞『DATING SITE REAL LOVE』
- BOVA 2015 ユーザーエンゲージメント賞『New Balance Why I’m running』